# Tandsjöborgs kapell
Tandsjöborgs kapell är ett kapell på en höjd ovanför Tandsjön i samhället Tandsjöborg. Det tillhör Los-Hamra församling i Uppsala stift.

## Kapellet
Träkapellet uppfördes 1969 efter ritningar av arkitekterna Tage Persson och Jonas Jönsson. Den låga byggnaden har en rektangulär planform och täcks av ett flackt sadeltak belagt med eternit. Ovanpå taket finns en vindflöjel formad som en tupp. Ytterväggarna är klädda med brun träpanel.
Kyrkorummet har ljusgröna väggar klädda med masonit. Innertaket är täckt med träpaneler. Golvet är belagt med linoleummatta och har en bänkinredning bestående av lösa stolar. Kapellet inrymmer även en församlingsdel med köksutrymme.
Bredvid kapellet finns en fristående klockstapel uppförd 1973.

## Inventarier
- Ovanför altaret hänger en altargobeläng utförd av M. Grandin och skänkt av Tandsjöborgs syförening.